# Walkerella temeraria
Walkerella temeraria (лат.) — вид паразитических наездников из семейства Pteromalidae (Otitesellinae) отряда перепончатокрылые насекомые. Встречаются в Азии (Индия, Kerala, Tamil Nadu, West Bengal).

## Описание
Ассоциированы с фикусом Ficus bengalensis.
От близких видов отличаются вытянутыми глазами самок (ширина менее 0,7× от длины), а их основной членик лапок (базитарзус) средней пары ног длиннее, чем длина трёх следующих тарзомеров вместе взятых. Кроме того, у их самцов голова овальная, а пронотум шире своей длины.
Мелкие наездники (около 2 мм), самки с буровато-чёрным телом с зеленовато-голубоватым блестящим отливом с мелкой пунктировкой. Самцы желтоватые с крупной головой с экстремально развитыми большими мандибулами (серповидными, заострёнными на конце) и слитыми воедино мезонотумом, метанотумом и проподеумом; крылья редуцированные. Формула 12-члениковых усиков самок: 11253. Крылья с сильно редуцированным жилкованием. Предположительно фитофаги и галлообразователи.
Вид впервые описан в 1883 году под первоначальным названием Terastiozoon temeraria Westwood, 1883 по материалам из Индии в качестве типового вида рода Walkerella.